# Gallo en chicha
 (septembre 2021).
Le gallo en chicha est un plat traditionnel de poulet dans la cuisine salvadorienne, également consommé ailleurs en Amérique centrale, comme au Guatemala. Le plat est préparé avec du coq, de la chicha salvadorienne et de la panela. Il ressemble quelque peu au coq au vin, mais comme une grande partie de la cuisine salvadorienne, il est un mélange d'influences européennes et d'ingrédients et de traditions culinaires salvadoriens.
Bien qu'il soit consommé dans la plupart des régions du Salvador, il est plus courant dans les régions occidentales et centrales du pays. Le plat est consommé à la fois dans les zones rurales et urbaines.
Comme la cuisson de ce plat est compliquée et prend beaucoup de temps, il est généralement préparé pour des occasions spéciales et des célébrations, comme les fêtes ou la naissance d'un enfant.